# Неховайзуб Петро Іванович
Неховайзуб Петро Іванович (р. н. невідомий, с. Бондарі, нині Лохвицького району Полтавської області) — український кобзар.

## Життєпис
У 1875 році майбутній маляр та архітектор Опанас Сластіон, тоді студент Петербурзької академії мистецтв, перебував на канікулах у с. Бондарях Лохвицького повіту і там уперше зустрівся з тамтешнім народним співцем-кобзарем Петром Неховайзубом.
У репертуарі кобзаря були 4 думи:
- «Втеча трьох братів з Азова»,
- Дума про плач невільників
- «Про вдову й трьох синів»,
- «Івась Удовиченко-Коновченко»

Думи виконував з дуже великою мистецькою майстерністю, а тому Опанас Сластіон звернувся до нього з проханням навчити дум і його. Кобзар на це погодився й був, таким чином, першим пан-отцем зрячого учня та ще й інтелігента. Зі свого боку О. Сластіон написав з кобзаря, як зі свого пан-отця, графічний портрет, яким, до речі, започаткував свою славетну галерею портретів народних співців-кобзарів.